# دروز سوريا
دروز سوريا هم سكان سوريا الذين ينتمون إلى الطائفة الدرزية، وهي إثنية دينية عربية تدين بمذهب التوحيد ذو التعاليم الباطنية، وترجع جذورها إلى غرب آسيا.
يُعتقد أن الدروز السوريين يشكلون ما يقدر بنحو 3.2% من السكان أي بين 700,000 إلى 800,000 نسمة، وتزعم مصادر أخرى أن عدد الدروز السوريين يبلغ حوالي المليون نسمة. ويتركز الدروز في المناطق الريفية والجبلية في شرق وجنوب دمشق، ويشكل الدروز الغالبية في محافظة السويداء في المنطقة المعروفة رسمياً باسم جبل الدروز. وتُشير التقديرات أن سوريا تضم بين 40% إلى 50% من مجمل الموحدون الدروز البالغ عددهم حوالي 1.5 مليون في جميع أنحاء العالم.
يتركز الموحدون الدروز السوريون في السويداء وقد أصبح بعضهم أكثر تعارضًا مع الحكومة في فترة الحرب الأهلية السورية، حيث أصدر بعض قادة الدروز بيانات مناهضة للسلطة، وقد حُكم على زعماء دينيين دروز بالسجن لرفضهم الدعوة إلى إعادة انتخاب بشار الأسد، كما يرفص الكثير من الدروز خدمة التجنيد الإجباري في الجيش العربي السوري أو الانضمام للميليشات الموالية للحكومة، بالمقابل أكد العديد من الدروز في السويداء والذين يقطنون في هضبة الجولان التي تحتلها إسرائيل ولائهم الأسد، ومن الميليشات الدرزية الموالية للحكومة كل من جيش الموحدين التي تناصر نظام الرئيس السوري بشار الاسد واحد أهم الداعمين له، وفوج الجولان هي ميليشيا يغلب عليها الدروز وهي جزء من قوات الدفاع الوطني ومنذ عام 2014 هي وحدة موالية للحكومة، فيما يُعد موقف باقي الوطنيين الدروز من الحرب الأهلية غامضًا.

## تاريخ

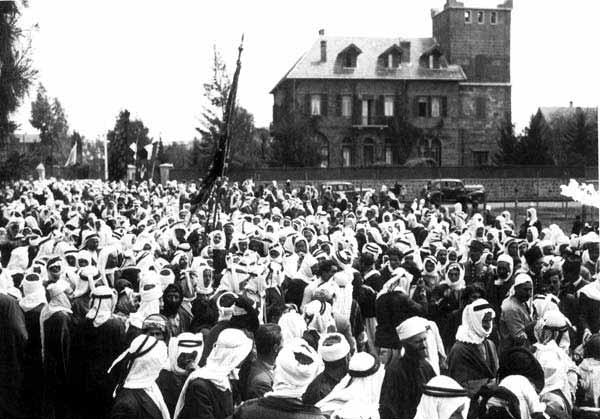
سلطان باشا الأطرش يقود المحاربين الدروز ضد القوات الفرنسية عام 1925.

لا تتبع العقيدة الدرزية أركان الإسلام الخمسة، مثل الصيام في شهر رمضان، والحج إلى مكة. تتضمن معتقدات الدروز عناصر من الإسماعيلية، والإسلام الشيعي، والغنوصية، والأفلاطونية، والمسيحية. وغيرها من الفلسفات، ويسمون الدروز أنفسهم «أهل التوحيد».
«يتبع الدروز نمطًا من العزلة حيث لا يُسمح بأي تحول، لا من خارج الدين أو داخله. عندما يعيش الدروز بين أتباع الديانات الأخرى، يُحاولون الاندماج من أجل حماية دينهم وسلامتهم الخاصة. ويُمكن أن يصلوا كمسلمين أو كمسيحيين، حسب المكان الذي هم فيه. ويبدو أن هذا النظام يتغير في العصر الحديث، حيث سمح المزيد من الأمن للدروز بأن يكونوا أكثر انفتاحًا بشأن انتمائهم الديني».
افتتح التنوخيون الطائفة الدرزية في سوريا عندما قبل معظمهم واعتمدوا الرسالة الجديدة التي كانت تُبشر في القرن الحادي عشر، بسبب العلاقات الوثيقة لقيادتهم مع الحاكم الفاطمي آنذاك الحاكم بأمر الله. تتعدد الروايات التي تتكلم عن أصل الدروز وعن بدايات تواجدهم في المنطقة عموماً، أو في سورية؛ ولكن من المرجّح أن التواجد الدرزي في جبل حوران هو تواجد حديث، يعود بحسب أقصى التقديرات إلى نهايات القرن السابع عشر أو عام 1685، حيث هاجر إليه من لبنان ما يقارب 200 شخص من الدروز مع عائلاتهم. ثم تبعت ذلك موجةٌ أخرى أكبر حجماً في 1711، وذلك على خلفية الصراع بين اليمانيين، والقيسيين «الأمراء الشهابيون» الذين كانت لهم الغلبة. وكانت المواجهات بين الموارنة والدروز بين عام 1840 وعام 1860 سبباً أيضاً في هجرة كبيرة للدروز نحو جبل العرب.
لعبت الطائفة الدرزية في لبنان دوراً مهماً في تشكيل دولة سوريا الحديثة، ولعب الدروز دائماً دوراً أكثر أهمية في السياسة السورية بالمقارنة مع عددهم الصغير نسبياً. مع مجتمع لا يزيد عن 100,000 نسمة في عام 1949، أو ما يقرب من 3% من سكان سوريا، شكل دروز الجبال الجنوبية الغربية في سوريا قوة فاعلة في السياسة السورية ولعبوا دوراً قيادياً في الكفاح القومي ضد الفرنسيين. تحت القيادة العسكرية للسلطان باشا الأطرش، قدم الدروز الكثير من الوجوه العسكرية التي قادت الثورة السورية الكبرى بين عام 1925 وعام 1927. وفي عام 1945، قاد سلطان الأطرش، القائد السياسي الأعلى لجبل الدروز، الوحدات العسكرية الدرزية في تمرد ناجح ضد الفرنسيين، مما جعل جبل الدروز المنطقة الأولى والوحيدة في سوريا التي قامت بتحرير نفسها من الحكم الفرنسي دون مساعدة بريطانية. عند الاستقلال، توقع الدروز، الذين اكتسبوا ثقتهم بنجاحهم، أن تكافئهم دمشق على تضحياتهم الكثيرة في ساحة المعركة. وطالبوا بالحفاظ على إدارتهم المستقلة والعديد من المزايا السياسية التي منحها لهم الفرنسيون وطلبوا مساعدة اقتصادية سخية من الحكومة المستقلة حديثاً.

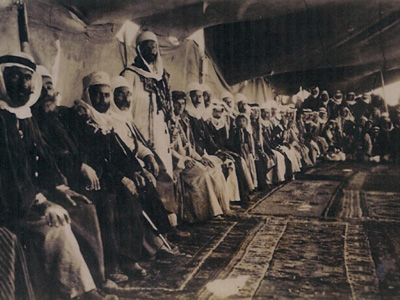
مشايخ دروز من جبل الدروز في سوريا، عام 1926.

عندما ذكرت إحدى الصحف المحلية في عام 1945 أن الرئيس شكري القوتلي (1943-1949) قد وصف الدروز بأنهم «أقلية خطيرة»، غضب السلطان باشا الأطرش وطالب بالتراجع العام. وأعلن أنه إذا لم يكن ذلك وشيكاً، فإن الدروز سيصبحون بالفعل «خطرين»، وستحتل قوة من 4,000 مقاتل درزي «مدينة دمشق». لم يستطع شكري القوتلي أن يستبعد تهديد السلطان باشا. حيث كان ميزان القوى العسكري في سوريا مائلاً لصالح الدروز، على الأقل حتى بناء الجيش خلال حرب 1948 في فلسطين. وحذّر أحد مستشاري وزارة الدفاع السورية في عام 1946 من أنّ الجيش السوري «عديم الفائدة»، وأن الدروز يمكنهم «الإستيلاء على دمشق والقبض على القادة الحاليين».
خلال السنوات الأربع لحكم أديب الشيشكلي في سوريا من ديسمبر عام 1949 إلى فبراير عام 1954، تعرض المجتمع الدرزي لهجوم شديد من قبل الحكومة السورية. اعتقد الشيشكلي أنه من بين خصومه العديدين في سوريا، كان الدروز هم الأكثر خطورة، وكان مصممًا على سحقهم. لقد أعلن مرارًا وتكرارًا: «أعدائي مثل الثعبان: الرأس هو جبل الدروز والمعدة هي حمص والذيل هي حلب. إذا سحقت الرأس، فستموت الثعبان». أرسل أديب الشيشكلي 10 آلاف جندي نظامي لاحتلال جبل الدروز. وقصف عدة مدن بالأسلحة الثقيلة، مما أسفر عن مقتل العشرات من المدنيين وتدمير العديد من المنازل. ووفقًا لحسابات الدروز، شجع الشيشكلي القبائل البدوية المجاورة على نهب السكان العزل وسمح لقواته بالفرار. وشنَّ أديب الشيشكلي حملة وحشية لتشويه سمعة الدروز بسبب دينهم وسياستهم. واتهم المجتمع بأسره بالخيانة، وفي بعض الأحيان زعم أنهم عملاء للبريطانيين والهاشميين، وأن آخرين كانوا يقاتلون من أجل إسرائيل ضد العرب. حتى أنه أنتج مخبأ للأسلحة الإسرائيلية التي يُزعم أنها اكتشفت في جبل الدروز. وكان الأمر الأكثر إيلاماً بالنسبة للمجتمع الدرزي هو نشره «للنصوص الدرزية الدينية المزيفة» وشهادات كاذبة تُنسب إلى كبار شيوخ الدروز بهدف إثارة الكراهية الطائفية. كما تم بث هذه الدعاية في العالم العربي، وخاصةً في مصر. اغتيل أديب الشيشكلي في البرازيل في 27 سبتمبر عام 1964 على يد درزي سعياً للانتقام من قصف الشيشكلي لجبل الدروز.

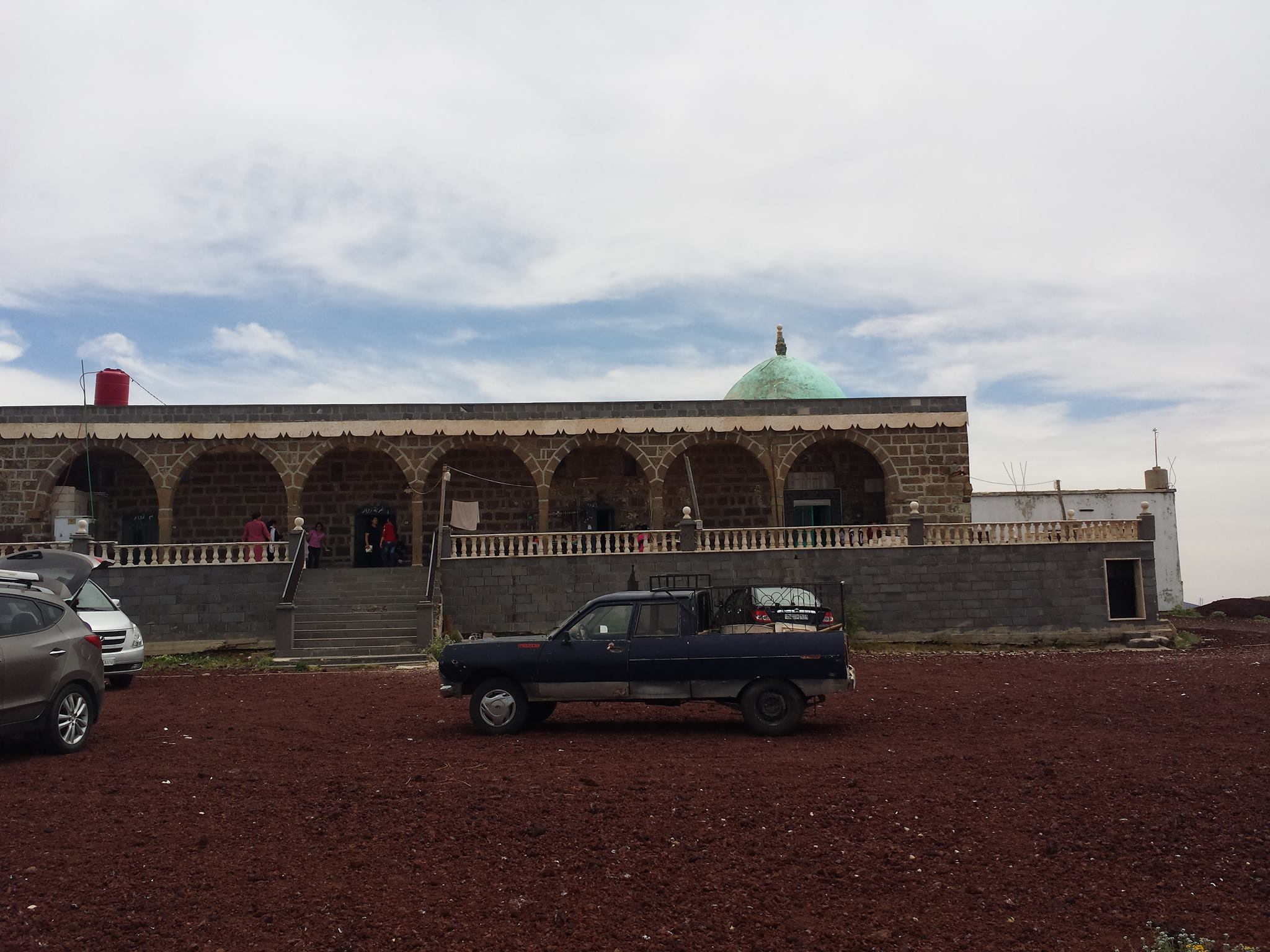
مقام السيد المسيح الدرزي في محافظة السويداء.

بعد الحملة العسكرية لأديب الشيشكلي، فقد المجتمع الدرزي الكثير من نفوذه السياسي، لكن العديد من الضباط العسكريين الدروز لعبوا أدواراً مهمة في حكومة حزب البعث العربي الاشتراكي التي تحكم سوريا حاليًا. وفي عام 1967، أصبحت جماعة من الدروز في هضبة الجولان تعيش تحت السيطرة الإسرائيلية، وقام الدروز السوريون في الجولان
بإحراق الهويات الإسرائيلية ورفع شعار لا بديل عن الهوية السورية، وقاموا بانتفاضات واستمروا تحت الحصار لمدة ستة أشهر وقد اعتقلت الحكومة الإسرائيلية كثيراً من الشبان ومنهم من ظل بالسجون الإسرائيلية أكثر من عشرين سنة.
ذكرت وسائل الإعلام عن حادثة مجزرة قلب لوزة وهي مجزرة أستهدفت الدروز السوريين في 10 يونيو من عام 2015 في قرية قلب لوزة في محافظة إدلب شمال غرب سوريا. وكانت القرية واقعة تحت سيطرة ائتلاف للمتمردين الإسلاميين، عندما حاول قائد تونسي لمجموعة في الائتلاف، وهي جبهة النصرة، مصادرة منزل أحد سكان القرية الذين اتهموا بالعمل لصالح الحكومة السورية. احتج القرويون وكان هناك قصتان مختلفان لما حدث. طبقاً للنشطاء المناهضين للحكومة، فتح مقاتلو جبهة النصرة النار على القرويين المحتجين، بعد أن اتهمهم القائد التونسي بالتجديف. وفي 25 يوليو من عام 2018، دخلت مجموعة من المهاجمين المرتبطين بتنظيم الدولة الإسلامية (داعش) مدينة السويداء ذات الأغلبية الدرزية وبدأت سلسلة من المعارك النارية والتفجيرات الانتحارية في شوارعها، مما أسفر عن مقتل 258 شخصًا على الأقل، غالبيتهم العظمى من المدنيين.
بعد نجاح الثورة السورية في الثامنة من كانون الاول لعام 2024، اجتمع الرئيس السوري احمد الشرع مع العديد من نخب الدروز من السويداء ومنهم ليث البلعوسي، وتحاوروا حول مستقبل السويداء وحصر السلاح بيد الدولة وتأمين المنطقة ولكن رفض عدد من شيوخ عقل الدروز النزول تحت كنف الدولة والمشاركة فيها، ومن اهم الشخصيات التي عارضت هذا المقترح هو شيخ العقل حكمت الهجري الذي كان مواليا لحكومة الاسد وداعما لها، وقد كان حكمت الهجري احد الشيوخ الذين ساعدوا على اغتيال والد ليث البلعوس. تلقى حكمت الهجري دعما من اسرائيل ومن بعض الكيانات الخارجية مثل حزب الله وضباط ومسوؤلين سابقين من نظام بشار الٱسد. حاولت الحكومة الجديدة برئاسة احمد الشرع التحاور معهم وفرض سلطة الدولة وان كانت من ابناء السويداء ولكن رفض حكمت الهجري، وطلب باستقلال السويداء عن سوريا، او بأن تتمتع السويداء باستقلالية. وقام حكمت الهجري بتشكيل ما يسمى بالمجلس العسكري الذي ساهم في ما بعد بمجازر بحق بدو السويداء. ومع كثرة الخلافات بين بدو السويداء وفصائل حكمت الهجري، اتفقت الاطراف المتصارعة على دخول الأمن العام الى السويداء وتأمين المدنين وحفظ الأمن. ولكن سرعاً ما قام الفصائل التابعة للهجري والمجلس العسكري بالهجوم على الأمن العام وارتكاب مجازر بموظفي شرطة الأمن العام. ونتيجة ذلك كان مقتل اكثر من 200 من المجندين وخرج الهجري للمطالبة بحماية دولية وطلب من اسرائيل قصف دمشق وما اسماه بحكومة الجولاني، مما جعل حكومة احمد الشرع تدخل سريعا لأنقاذ جنود الأمن العام فدخل الجيش لفرض السيطرة ولكن قام عصابات الهجري بالغدر بالجيش السوري الناشئ وقتلت العشرات منهم ومن بدو العرب بمساعدة القصف الاسرائيلي مما استدعى حكومة دمشق للدخول بمعدات الثقيلة، ولكن قام الطيران الاسرائيلي بقصف الجيش السوري وقصف هيئة الاركان في دمشق بناءا على طلب حكمت الهجري. اطرت دمشق على توقيع اتفاقية مع حكمت الهجري بخروج الجيش والأمن العام ويقوم افراد من الأمن العام من ابناء السويداء بفرض الأمن. قامت حكومة الهجري بعد ذلك بالهجوم على الدروز الذي وقفوا في وجه مشاريع الانفصالية ومنهم ليث البلعوس فحاربوه وقتلوا عدد من رجاله وذهبو لقبر والده لنبشه. وقاموا بارتكاب مجازر بحق مدنيين البدو واخذوا اكثر من 4000 رهينة ومعظمهم تم وضعهم في بلدة القنوات في الريف الشرقي للسويداء والقسم الاخر تم قتل جزء كبير منهم. نتيجة المجازر بحق بدو  في السويداء والتمثيل في جثث الاطفال والنساء طلبت من البدو ما يعرف بالفزعة من ابناء البادية السورية وسرعان ما لبت البدو النداء واندلعت حرب بين ابناء البدو وفصائل الهجري المدعومة من اسرائيل واميركا

## ديموغرافيا

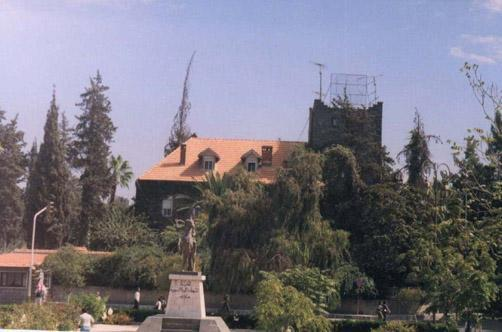
السويداء؛ أكبر مدينة درزيّة في سوريا.

في سوريا يشكل الموحدون الدروز حوالي 3.2% من سكان سوريا، وتتراوح أعدادهم بين 700,000 نسمة إلى 736,000 نسمة. ويُشكل الموحدون الدروز الأغلبية السكانيَّة في جبل العرب وهي من أبرز معاقلهم السكانية في العالم، وهي جزء من محافظة السويداء، وهي المحافظة الوحيدة في سوريا ذات أغلبيَّة درزيَّة. ويعيش معظم الدروز السوريين في جبل الدروز، وهي منطقة جبلية وعرة تقع في جنوب غرب البلاد، ويتوزعون هناك على حوالي 120 قرية. وتعيش مجتمعات درزيَّة بارزة أخرى في جبال حارم، وعلى المنحدرات الجنوبية الشرقية لجبل الشيخ. وللدروز تواجدٌ أيضاً في محافظة القنيطرة، وجزءٌ منهم في الجولان المحتلّ من قبل إسرائيل، وكذلك في ريف دمشق لا سيما مدينتي جرمانا وصحنايا، وكذلك في ريف إدلب حيث يتوزعون على قرابة 18 قرية في ما يسمى بجبل السمّاق. عاشت جماعة درزية سورية كبيرة تاريخياً في مرتفعات الجولان، ولكن بعد الحروب مع إسرائيل في عام 1967 وعام 1973، فرَّ الكثير من هؤلاء الدروز إلى أجزاء أخرى من سوريا؛ ومعظم الذين بقوا يعيشون في حفنة من القرى في المنطقة المتنازع عليها، بينما يعيش عدد قليل منهم في محافظة القنيطرة التي لا تزال تحت السيطرة السورية الفعالة. وقد رفضت الأغلبية الساحقة من دروز الجولات قبول الجنسية الإسرائيلية الكاملة، واختاروا الاحتفاظ بجنسيتهم السورية والهوية السورية.
وفقاً لمعهد واشنطن لسياسة الشرق الأدنى اعتبارًا من عام 2010، وهو العام الأخير الذي تتوفر فيه أرقام إحصائية موثوقة، وصلت أعداد الدروز في سوريا إلى حوالي 700,000 نسمة. وكان معظمهم يعيش في محافظة السويداء، والتي بلغ عدد سكانها حوالي 375,000 نسمة، شكل الموحدون الدروز حوالي 90% من السكان، وشكل المسيحيون حوالي 7% من السكان، وحوالي 3% من العرب السنّة. وأقام حوالي 250,000 من الدروز في دمشق وضواحيها (جرمانا وصحنايا وجديدة عرطوز)، إلى جانب 30,000 من الدروز يعيشون على الجانب الشرقي من جبل الشيخ وحوالي 25,000 درزي يعيشون في أربع عشرة قرية في جبل السماق شمال شرق إدلب. لقد غيرت الحرب التوزيع الديموغرافي للجنوب بشكل كبير، حيث هاجر حوالي 100,000 من النازحين داخلياً إلى جبل الدروز، وهرب الكثير من الدروز من دمشق إلى الجنوب بمجرد أن أصبحت منطقة العاصمة غير آمنة. قَدّر مشروع جوشوا أعداد الموحدون الدروز السوريين المتحولين إلى المسيحية بحوالي 1,920 شخص.